# Assad Al Hamlawi
Assad Al Islam Al Hamlawi (arab. ‏أسد الإسلام الحملاوي‎, ur. 27 października 2000 w Helsingborgu) – szwedzko-palestyński piłkarz występujący na pozycji napastnika w rumuńskim klubie  CSU Krajowa  oraz w reprezentacji Palestyny.

## Kariera klubowa
Grę w piłkę nożną rozpoczął w amatorskim klubie Smedby BoIK. Następnie szkolił się w akademii Ängelholms FF. 4 listopada 2017 zaliczył w Division 1 pierwszy mecz na poziomie seniorskim w spotkaniu z FC Rosengård 1917, wygranym 5:1. Kolejne występy zanotował w sezonie 2019, kiedy to po spadku swojego zespołu do Division 2 został podstawowym napastnikiem i w 17 meczach zdobył 14 bramek. W międzyczasie odbył testy w Östersunds FK (Allsvenskan) i FC Schalke 04 (Bundesliga).
Przed sezonem 2020 Al Hamlawi podpisał trzyletni kontrakt z Helsingborgs IF prowadzonym przez Olofa Mellberga. Wkrótce po przyjściu do klubu doznał złamania zmęczeniowego w śródstopiu, po którym pauzował niespełna pół roku. 6 lipca 2020 zadebiutował w Allavenskan w zremisowanym 2:2 meczu z Djurgårdens IF i zaczął od tej pory pełnić funkcję zmiennika Rasmusa Jönssona i Anthony’ego van den Hurka.
15 lipca 2020 strzelił pierwszego gola w szwedzkiej ekstraklasie w spotkaniu z IFK Göteborg (1:1). W sierpniu 2020 roku jego złamanie w śródstopiu odnowiło się, przez co nie grał on do końca sezonu, w którym Helsingborgs IF spadł z ligi. Po roku gry w Superettan Al Hamlawi awansował ze swoim zespołem do Allsvenskan, po pokonaniu Halmstads BK w fazie play off (0:1 i 3:1). W pierwszej połowie sezonu 2022 zaliczył 10 występów i zdobył 1 gola.
W czerwcu 2022 roku został wypożyczony na 6 miesięcy do Jönköpings Södra IF (Superettan), gdzie  w 10 meczach strzelił 2 bramki. W styczniu 2023 roku jako wolny agent przeszedł do Varbergs BoIS, dla którego zdobył w Allsvenskan 1 gola w 8 występach. Po 6 miesiącach jego umowę rozwiązano za porozumieniem stron.
Latem 2023 roku Al Hamlawi odbył testy w angielskim klubie Barnet FC (Vanarama National League), po czym powrócił do Szwecji i podpisał kontrakt z trzecioligowym Ängelholms FF. Na zakończenie sezonu 2023 wystąpił ze swoim klubem w play-off o pozostanie w Ettan, w którym Ängelholms pokonało FBK Karlstad 5:4 w dwumeczu, a on sam zdobył w nim 2 bramki.
W styczniu 2024 roku odszedł do tajskiego zespołu Prime Bangkok FC, gdzie grał przez 3 miesiące w Thai League 3. W marcu 2024 roku podpisał dwuletnią umowę z IK Oddevold, grającym w Superettan. W sezonie 2024 w 28 spotkaniach zdobył 14 goli, co dało mu tytuł króla strzelców ligi, ex aequo z dwoma innymi zawodnikami.
W styczniu 2025 roku Al Hamlawi został wykupiony z IK Oddevold przez Śląska Wrocław, trenowanego przez Ante Šimundžę. 3 lutego zadebiutował w Ekstraklasie w przegranym 1:3 meczu z Piastem Gliwice, w którym wszedł na boisko w 75. minucie, zastępując Piotra Samca-Talara. 2 marca strzelił pierwszą bramkę w polskiej lidze w wyjazdowym spotkaniu z Legią Warszawa (1:3). 8 lipca 2025 został zawodnikiem rumuńskiego klubu CS Universitatea Craiova. 

## Kariera reprezentacyjna
Na początku marca 2025 roku Al Hamlawi otrzymał powołanie do reprezentacji Palestyny na mecze z Jordanią i Irakiem w eliminacjach Mistrzostw Świata 2026. 20 marca zadebiutował w spotkaniu z Jordanią w Ammanie, przegranym 1:3, w którym wszedł na boisko w 72. minucie za Odaya Dabbagha.

## Życie prywatne
Jest synem Palestyńczyka i Szwedki.

## Statystyki kariery

### Klubowe
Aktualne na dzień 1 maja 2025
| Klub                       | Sezon             | Liga              | Liga  | Liga | Puchar kraju | Puchar kraju | Puchar ligi | Puchar ligi | Kontynentalne | Kontynentalne | Inne  | Inne | Razem | Razem |
| Klub                       | Sezon             | Liga              | Mecze | Gole | Mecze        | Gole         | Mecze       | Gole        | Mecze         | Gole          | Mecze | Gole | Mecze | Gole  |
| -------------------------- | ----------------- | ----------------- | ----- | ---- | ------------ | ------------ | ----------- | ----------- | ------------- | ------------- | ----- | ---- | ----- | ----- |
| Ängelholms FF              | 2017              | Division 1        | 1     | 0    | —            | —            | —           | —           | —             | —             | —     | —    | 1     | 0     |
| Ängelholms FF              | 2019              | Division 2        | 17    | 14   | —            | —            | —           | —           | —             | —             | —     | —    | 17    | 14    |
| Ängelholms FF              | Ogółem            | Ogółem            | 18    | 14   | 0            | 0            | 0           | 0           | 0             | 0             | 0     | 0    | 18    | 14    |
| Helsingborgs IF            | 2020              | Allsvenskan       | 18    | 3    | —            | —            | —           | —           | —             | —             | —     | —    | 18    | 3     |
| Helsingborgs IF            | 2021              | Superettan        | 9     | 1    | 0            | 0            | —           | —           | —             | —             | 2     | 0    | 11    | 1     |
| Helsingborgs IF            | 2022              | Allsvenskan       | 10    | 1    | 1            | 0            | —           | —           | —             | —             | —     | —    | 11    | 1     |
| Helsingborgs IF            | Ogółem            | Ogółem            | 37    | 5    | 1            | 0            | 0           | 0           | 0             | 0             | 2     | 0    | 18    | 14    |
| Jönköpings Södra IF (wyp.) | 2022              | Superettan        | 10    | 2    | —            | —            | —           | —           | —             | —             | —     | —    | 10    | 2     |
| Jönköpings Södra IF (wyp.) | 2022/2023         | –                 | —     | —    | 1            | 0            | —           | —           | —             | —             | —     | —    | 1     | 0     |
| Jönköpings Södra IF (wyp.) | Ogółem            | Ogółem            | 10    | 2    | 1            | 0            | 0           | 0           | 0             | 0             | 0     | 0    | 11    | 2     |
| Varbergs BoIS              | 2023              | Allsvenskan       | 8     | 1    | 3            | 0            | —           | —           | —             | —             | —     | —    | 11    | 1     |
| Ängelholms FF              | 2023              | Ettan             | 16    | 4    | —            | —            | —           | —           | —             | —             | 2     | 2    | 18    | 6     |
| Prime Bangkok FC           | 2023/2024         | Thai League 3     | 11    | 9    | —            | —            | —           | —           | —             | —             | —     | —    | 11    | 9     |
| IK Oddevold                | 2024              | Superettan        | 28    | 14   | —            | —            | —           | —           | —             | —             | —     | —    | 28    | 14    |
| Śląsk Wrocław              | 2024/2025         | Ekstraklasa       | 12    | 5    | —            | —            | —           | —           | —             | —             | —     | —    | 12    | 5     |
| Ogółem w karierze          | Ogółem w karierze | Ogółem w karierze | 140   | 54   | 5            | 0            | 0           | 0           | 0             | 0             | 4     | 2    | 149   | 56    |

### Reprezentacyjne
Aktualne na dzień 1 maja 2025
| Reprezentacja | Rok    | Mecze | Gole |
| ------------- | ------ | ----- | ---- |
| Palestyna     | 2025   | 2     | 0    |
| Ogółem        | Ogółem | 2     | 0    |

## Sukcesy

### Indywidualne
- król strzelców Superettan: 2024 (14 goli)